# Верх-Уди
Верх-Уди — деревня в Кезском районе Удмуртской республики.

## География
Находится в северо-восточной части Удмуртии на расстоянии приблизительно 4 км на север по прямой от районного центра поселка Кез.

## История
Известна с 1873 года как деревня Удиевская (Уди) с 23 дворами. В 1905 году (починок Вылысь-Уди или Удиевский) отмечено было 20 дворов, в 1924 (уже деревня Вылысь-Уди или Верх-Удинский) — 25. С 1935 года современное название. До 2021 года входила в состав Ключевского сельского поселения.

## Население
Постоянное население составляло 201 человек (1873), 200 (1905), 164 (1924, все удмурты), 91 человек в 2002 году (удмурты 91 %), 60 в 2012.